# René Matteotti
René Matteotti (* 1969) ist ein Schweizer Rechtswissenschaftler.

## Leben
Er erwarb 1988 die Matura Typus A an der Kantonsschule Freudenberg, 1993 das Lizentiat an der Philosophisch-Historischen Fakultät der Universität Basel, 1997 das juristische Lizentiat an der Rechts- und Wirtschaftswissenschaftlichen Fakultät der Universität Bern, 1999 das Fähigkeitszeugnis für den Rechtsanwaltsberuf, 2003 die Promotion zum Doctor iuris an der Rechtswissenschaftlichen Fakultät der Universität Bern, 2004 den Master of Laws in Taxation with Honors an der Northwestern University School of Law und die Privatdozentur 2007 mit der Venia docendi für Schweizerisches, Europäisches und Internationales Steuerrecht durch die Universität Bern. Seit 2012 ist er Ordinarius für Schweizerisches, Europäisches und Internationales Steuerrecht an der Universität Zürich.

## Schriften (Auswahl)
- Der Durchgriff bei von Inländern beherrschten Auslandsgesellschaften im Gewinnsteuerrecht. Ein Beitrag zum Verhältnis des Rechtsmissbrauchsverbots im Steuerrecht zum Verfassungs- und Völkerrecht. Bern 2003, ISBN 3-7272-2018-X.
- Steuergerechtigkeit und Rechtsfortbildung. Ein Rechtsvergleich zwischen der Schweiz und den Vereinigten Staaten von Amerika unter besonderer Berücksichtigung der wirtschaftlichen Betrachtungsweise. Bern 2007, ISBN 3-7272-9525-2.
- mit Martin Zweifel und Michael Besuch (Hrsg.): Kommentar zum Schweizerischen Steuerrecht. Internationales Steuerrecht. Basel 2015, ISBN 3-7190-2300-1.
- mit Peter V. Kunz, Dorothea Herren und Thomas Cottier (Hrsg.): Wirtschaftsrecht in Theorie und Praxis. Festschrift für Roland von Büren. Basel 2009, ISBN 3-7190-2817-8.